# Comitatul Pierce, Washington
Comitatul Pierce, conform originalului din engleză,  Pierce  County, este unul din cele 39 comitate ale statului american  Washington. Conform unei estimări din 2007, populația comitatului era de 805.400. Sediul comitatului este orașul Tacoma, cel mai mare al comitatului, situat de-a lungul a Commencement Bay.

## Demografie
|  | Graficele sunt indisponibile din cauza unor probleme tehnice. Mai multe informații se găsesc la Phabricator și la wiki-ul MediaWiki. |

Date: Wikidata - grafică realizată de Wikipedia